# Walk (chanson des Foo Fighters)
Pour les articles homonymes, voir Walk.
Singles de Foo Fighters
Rope
(2011) Arlandria
(2011)
Walk est le deuxième single du groupe de rock Foo Fighters issu de l'album Wasting Light sorti en 2011. Le morceau apparait également au générique du film Thor.

## Liste des titres
Toutes les chansons sont écrites et composées par Dave Grohl, Taylor Hawkins, Nate Mendel, Chris Shiflett.
| 1. | Walk | 4:16 |

## Charts
| Chart (2011)                                       | Position |
| -------------------------------------------------- | -------- |
| Australian Singles Chart                           | 57       |
| Austrian Singles Chart                             | 49       |
| Belgian Singles Chart (FL) (Ultratop)              | 25       |
| Belgium (FL) (Ultratip)                            | 3        |
| Belgium (WA) (Ultratip)                            | 34       |
| Canadian Hot 100                                   | 49       |
| Canadian Active Rock (America's Music Charts)      | 2        |
| Canadian Alternative Rock (America's Music Charts) | 2        |
| Dutch Top 100 Singles Chart                        | 58       |
| Dutch Top 40                                       | 31       |
| Japan Hot 100                                      | 32       |
| New Zealand Singles Chart                          | 38       |
| Switzerland Top 75 Singles Chart                   | 74       |
| UK Rock Chart (The Official Charts Company)        | 1        |
| UK Singles Chart (The Official Charts Company)     | 57       |
| US Billboard Hot 100                               | 83       |
| US Alternative Songs (Billboard)                   | 1        |
| US Rock Songs (Billboard)                          | 1        |
| US Mainstream Rock Songs (Billboard)               | 1        |

## Membres du groupe lors de l'enregistrement de la chanson
- Dave Grohl - chant, guitare
- Chris Shiflett - guitare
- Nate Mendel - basse
- Taylor Hawkins - batterie
- Pat Smear - guitare